# Léon Bary
Léon Bary (6 de junho de 1880 - 7 de janeiro de 1954) foi um ator e cineasta francês que, durante um período, foi radicado ao cinema estadunidense na era muda. Ao estrear nos Estados Unidos, foi creditado algumas vezes como Leon Bary ou Leon Barry. Voltou posteriormente ao cinema europeu, e contribuiu, como ator, cineasta ou roteirista, em 56 filmes, estadunidenses e europeus, entre 1913 e 1955.

## Biografia
Bary nasceu em Paris, França. Atuou no teatro, inclusive ao lado de Sarah Bernhardt, e participou da Primeira Guerra Mundial, da qual voltou ferido.
Sua primeira experiência cinematográfica foi na direção, em 1913, quando dirigiu The Lady of Lyons. Depois de uma estadia no Reino Unido, quando dirigiu em 1915 três filmes mudos para o cinema britânico, Léon Bary iniciou em 1916 uma carreira de ator nos Estados Unidos. Seus três primeiros filmes estadunidenses, os seriados The Shielding Shadow (1916), The Mystery of the Double Cross (1917) e The Seven Pearls (1917), foram dirigidos pelo compatriota Louis Gasnier (mais conhecido como Louis J. Gasnier).
No total, Léon Bary aparece em 21 filmes estadunidenses mudos, o último lançado em 1925, ano em que voltou para continuar sua carreira na França. No entanto, ele contribui para um último filme estadunidense (e um dos mais conhecidos), lançado em 1929, The Iron Mask (1929), de Allan Dwan, inspirado em Alexandre Dumas e apresentando Os Três Mosqueteiros, com Douglas Fairbanks (também produtor e roteirista do filme); Fairbanks e ele retomariam seus papéis respectivos de D'Artagnan e Athos, que já haviam interpretado no filme de Fred Niblo, The Three Musketeers (1921), também bastante conhecido.
Também se destaca seu papel do califa Abdullah, em Kismet (1920), de Louis (J.) Gasnier, com Otis Skinner), terceira adaptação muda da peça criada em Londres em 1911.
No cinema europeu, principalmente na França, Léon Bary contribui para o cinema desde seu retorno, em 1925, além de dois filmes alemães (1931 e 1932), dois filmes britânicos (1931 e 1937), e duas co-produções (em 1927). Sua última atuação cinematográfica foi em um pequeno papel não-creditado em Frou-Frou (1955), de Augusto Genina, filme franco-italiano lançado em julho de 1955, mais de um ano após sua morte.

## Vida pessoal e morte
Casou em 28 de maio de 1917 com Marie F. Crousaz.

## Filmografia parcial

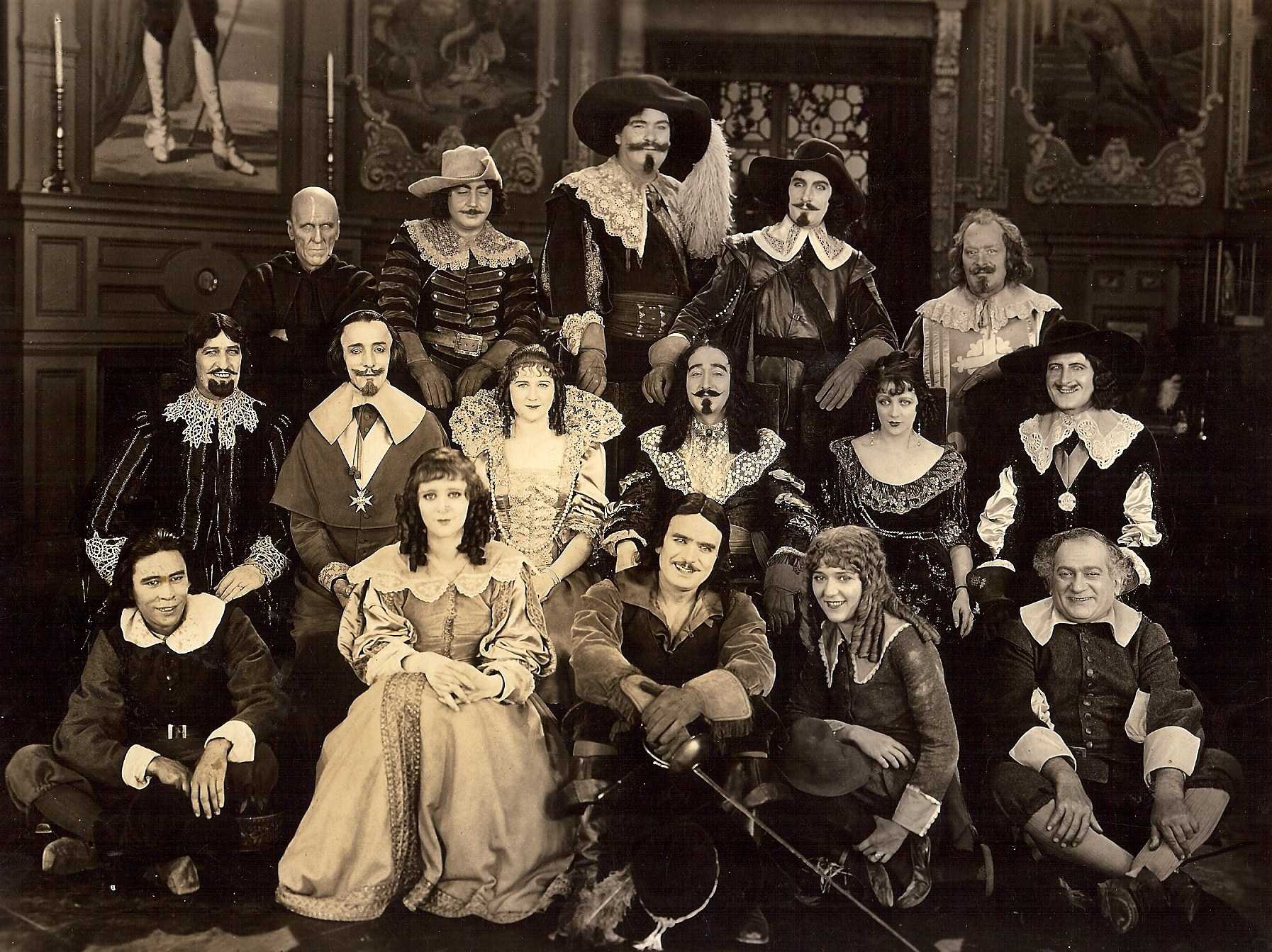
Cartaz publicitário com o elenco de The Three Musketeers (1921), apresentando da esquerda para direita, na frente: Charles Stevens (Planchet), Marguerite De La Motte (Constance Bonacieux), Douglas Fairbanks (D'Artagnan), Mary Pickford & Sidney Franklin (Mr. Bonacieux). Na linha do meio, Boyd Irwin (Conde de Rochefort), Nigel De Brulier (Cardeal Richelieu), Mary MacLaren (Rainha Anne da Áustria), Adolphe Menjou (Louis XIII), Barbara La Marr (Milady De Winter) & Thomas Holding (Duque de Buckingham). E na linha de cima, Lon Poff (Pai Joseph), Eugene Pallette (Aramis), George Siegmann (Porthos), Léon Bary (Athos) & Willis Robards (Capitão de Treville).

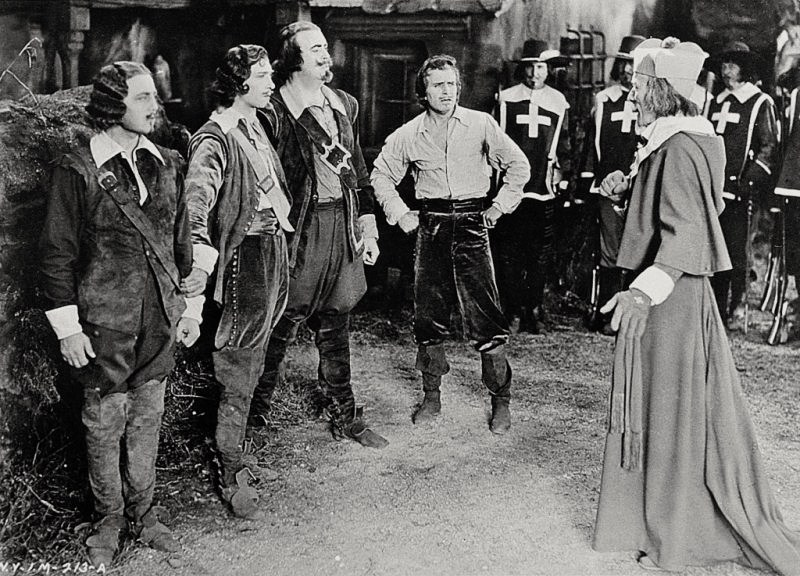
Gino Corrado, Léon Bary, Tiny Sandford, Douglas Fairbanks & Nigel De Brulier em The Iron Mask (1929)

### Período estadunidense
- The Shielding Shadow (1916)
- The Mystery of the Double Cross (1917)
- The Seven Pearls (1917)
- Kismet (1920)
- The Three Musketeers (1921)[6]
- The Galloping Kid (1922)
- The White Flower (1923)
- Suzanna (1923)
- The Lightning Rider (1924)
- Midnight Molly (1925)
- The Iron Mask (1929)[7]

### Período europeu
- The Lady of Lyons (1913, diretor)
- Married for Money (1915, filme britânico, diretor)
- In the Grip of the Sultan (1915, filme britâncio, diretor)
- In the Hands of the Spoilers (1916, filme britânico, diretor)
- Ronde de nuit (1925, de Marcel Silver)
- Palaces (1927, de Jean Durand)
- Les Mensonges ou La Bonne Réputation (Der Gute Ruf) (1926, filme franco-alemão de Pierre Marodon
- La Menace (1928, de Jean Bertin)
- Le Tourbillon de Paris (1928, de Julien Duvivier)
- La route est belle (1930, de Robert Florey)
- Le Secret du docteur (1930, de Charles de Rochefort)
- 77, rue Chalgrin (1931, de Albert de Courville (filme britânico, versão alternativa em francês de 77 Park Lane (1931, de Albert de Courville)
- Grock (1931, de Carl Boese e Joë Hamman, filme alemão, versão alternativa francesa, 1931, de Carl Boese)
- Stupéfiants (1932, de Kurt Gerron e Roger Le Bon, filme alemão, versão alternativa francesa de Der weiße Dämon, 1932, de Kurt Gerron)
- L'Enfant du carnaval (1934, de Alexandre Volkoff)
- À minuit, le sept (1936, de Maurice de Canonge)
- Au service du tsar (1936, de Pierre Billon)
- Maman Colibri (1937, de Jean Dréville)
- Tamara la complaisante (1937, de Jean Delannoy e Félix Gandéra)
- Patricia gets her Man (1937, de Reginald Purdell, filme britânico)
- Ceux de demain ou L'Enfant de troupe (1938, de Georges Pallu e Adelqui Migliar)
- Le Puritain (1938, de Jeff Musso)
- Le Ruisseau (1938, de Maurice Lehmann e Claude Autant-Lara)
- Sur le plancher des vaches (1940, de Pierre-Jean Ducis)
- Le Brigand gentilhomme (1943, de Émile Couzinet)
- Coup de tête (1944, de René Le Hénaff)
- Dernier Métro (1945, de Maurice de Canonge)
- Le Capitan (1946, de Robert Vernay)
- Antoine et Antoinette (1947, de Jacques Becker)
- La Maison sous la mer (1947, de Henri Calef)
- Le Cavalier de Croix-Mort ou Une aventure de Vidocq (1948, de Lucien Ganier-Raymond)
- Cité de l'espérance (1948, de Jean Stelli)
- Mademoiselle s'amuse (1948, de Jean Boyer)
- Rendez-vous de juillet (1949, de Jacques Becker)
- Du Guesclin (1949, de Bernard de Latour)
- Cartouche, roi de Paris (1950, de Guillaume Radot)
- Trois télégrammes (1950, de Henri Decoin)
- Casque d'or (1952, de Jacques Becker)[8]
- Frou-Frou (1955, Augusto Genina, filme franco-italiano)